# غزو ميورقة
غزو ميورقة (بالإسبانية: Conquista de Mallorca) كان في 13 صفر 627 هـ (1229). حيث استولى الصليبيون على المدينة في مناظر مروعة من السفك، وقد ارتكبوا مجزرة بشعة أزهقوا فيها أرواح 30,000 مسلم، وتم القبض على الوالي أبي يحيى وأمر بسجنه وتعذيبه حتى الموت.

## الملوك الثلاثة
عندماشتعل ميزان الفتنة في ربوع الأندلس في مطلع القرن 7 هـ وجد صليبيو إسبانيا في ذلك فرصة هائلة لا تفوت من أجل استرداد حكم الصليب مرة أخرى على الأندلس، وكانت إسبانيا النصرانية في هذه الفترة تخضع لحكم ملوك ثلاثة وهم خايمي الأول ملك أراغون ويسيطر على ناحية الشرق، وفرناندو الثالث ملك قشتالة ويسيطر على وسط الأندلس، وألفونسو التاسع ملك ليون ويسيطر على ناحية الغرب، وكل واحد من هؤلاء الملوك الثلاثة يتربص بالمسلمين من جهته ويترقب الفرص المواتية للانقضاض عليهم وساعدهم على ذلك الحالة المزرية من التفرق والتشرذم التي أصابت المسلمين وانهيار السلطة المركزية المتمثلة في دولة الموحدين.

## خايمي الأول وجزيرة ميورقة
كانت جزيرة ميورقة واقعة في دائرة الأطماع الصليبية من ناحية الشرق أي ملك أراجون «خايمي الأول» وميورقة واحدة من جزائر الأندلس الشرقية المعروفة باسم جزر البليار، وهي ثلاثة جزر: ميورقة ومنورقة ويابسة، وتعتبر ميورقة أكبر هذه الجزر وعاصمتها، وكان الوالي عليها هو أبو يحيى الموحدي وكان خايمي الأول يحلم بضم هذه الجزر لمملكته أراجون، على أساس أنها الامتداد الطبيعي للناحية الشرقية التي يفترض أنها لموكل من قبل الصليبيين في أوربا كلها وليس إسبانيا وحدها بفتحها والسيطرة عليها.
وكان أمراء إيطاليا وفرنسا وبابا روما كبير الصليبيين وقتها كلهم يتوقون دائمًا ومنذ زمن بعيد لاحتلال تلك الجزائر الأندلسية وذلك منذ أيام أمير البحار الكبير «مجاهد العامري» والذي دوخ تلك الممالك إغارة وحربًا في مطلع القرن 5 هـ حتى إنه استطاع أن يحتل جزيرة سردينية ويهدد قلب أوروبا نفسه، وكان بابا روما يشجع ويبارك كل مشروع لافتتاحها وقد افتتحها النصارى بالفعل مرة سنة 508 هـ في أوائل العهد المرابطي ولكن استعادها المرابطون سريعًا وظلت هذه الجزر مصدر تهديد دائم لأوربا، حتى إن أمراء أوروبا كانوا حريصين على مهادنة حكام تلك الجزر الهامة لشدة بأسهم وتحكمهم في الممرات المائية إلى شرق الأندلس، ولما هاجت الفتنة بالأندلس وتفرق صف المسلمين وذهب ريحهم وجد الصليبيون في ذلك فرصة سانحة لاجتثاث تلك الجزر الطيبة.

## الطابع الصليبي للحملة
أخذ خايمي الأول في التفكير في كيفية الإعداد لتلك الحملة خاصة أن تكلفتها ستكون باهظة وهداه تفكيره لاستدعاء مجلس الرهبان الإسباني المعروف باسم «الكوريتس» وعرض عليهم مشروعه لغزو جزيرة ميورقة وطلب منهم سن ضريبة جديدة على المؤمنين لتمويل الحملة ولاقت الفكرة قبولاً كبيرًا عند الرهبان والقساوسة وسنوا له ضريبة وعرض أكابر الأحبار والرهبان الاشتراك بأنفسهم في القتال نصرة للصليب وعرض أيضًا أكابر الأشراف الاشتراك في القتال فوافق خايمي على ذلك كله وتعهد أمامهم بتقسيم الغنائم المكتسبة بالعدل والقسطاس وأقسم الجميع على الوفاء بالعهد.
وفي14 شوال 626 هـ خرجت الحملة الصليبية مكونة من 155 سفينة حربية وحوالي 16,500 مقاتل بين فارس وراجل هذا عدا حشود المتطوعين النصارى الذين جاؤوا من جنوة «بإيطاليا الآن».

## اتحاد الصليبيين وتفرق المسلمين
في هذا الوقت الحرج كان يفترض على المسلمين أن يكونوا يدًا واحدة وعلى قلب رجل واحد لمواجهة اتحاد الصليبيين وعدوانهم المقبل على البلاد المسلمة ولكن هيهات أن تتفق الدنيا مع الآخرة ومن يطلبون متاع الأولى مع خطاب الثانية، ففي الوقت الذي وصلت فيه أخبار الحملة الصليبية إلى مسامع والي ميورقة أبي يحيى وأثناء استعداده للدفاع عن المدينة والجزيرة وتجهيزه للجيش المسلم، إذ بمجموعة من أعيان الجزيرة يدبرون في الخفاء محاولة للانقلاب عليه والإطاحة بحكمه، وعلم الوالي بخبر المحاولة الانقلابية فقبض على المتآمرين وأعدمهم فورًا مما أسخط أهلهم وعشائرهم عليه، وقبض الوالي على خمسين من الثائرين وأغلبهم من العشائر الكبيرة فاضطرب صف المسلمين جدًّا وكثر الإرجاف ولم يمض على ذلك يومان أو ثلاثة حتى أقبلت سفن النصارى وظهرت، فبادر أبو يحيى برأب الصدع بالعفو عن خصومه، ولكن بعدما امتلأت القلوب إحنًا وضغائن.

## المعركة

### الانتصار المؤقت
دخلت السفن الصليبية مياه الخليج بسرعة كبيرة ولم تستطع القوة المسلمة المكلفة بحماية الخليج بمنعها، وكان أول من نزل إلى البر قوة صليبية مكونة من 700 فارس وتحصنت بإحدى التلال ثم تبعتها قوة من فرسان «دي مونكادا» وهو من كبار أشراف إسبانيا وقد اشترك بمجموعة كبيرة من الفرسان وقد تكفل هو بتمويلهم خدمة ونصرة للصليب.
وقعت أول معركة بين المسلمين والنصارى عند التلال بعد أن استجمع المسلمون قواهم المرابطة على الشاطئ وانقضوا على الصليبيين فهزموهم هزيمة شديدة وقتل منهم عدد من الأشراف والفرسان وفي مقدمتهم الصليبي المشهور «جلين دي مونكادا» وأخوه رامون وهرعت أمداد من الصليبيين لإنجاد المهزومين وكان مقتل دي مونكادا سببًا لمجزرة مروعة سيقوم بها الصليبيون عند الاستيلاء على الجزيرة.

### سقوط المدينة
بعد هذه الهزيمة المؤقتة للصليبيين اشتعلت قلوبهم نارًا وحقدًا على أهل الجزيرة المسلمين وضربوا حصارًا مرهقًا على المدينة، ورد المسلمون على ذلك بأن دفعوا قوة مسلمة حاولت أن تقطع إمدادات المياه عن المعسكر الصليبي ولكن الهجوم فشل وقتل معظم أفراد القوة، وقام الصليبيون بقطع رؤوسهم وألقوها داخل المدينة ليدب الرعب في قلوب أهلها.
رغم محاولات الوالي أبي يحيى من رأب الصدع كما قلنا بالعفو عن خصومه إلا أن كثيرًا من المدافعين كان ساخطًا عليه وفر كثير منهم من المدينة وتخلوا عن مواقعهم نكاية في الوالي.
شجع هذا الانسحاب الصليبيين لأن يضغطوا على المدينة أكثر فأكثر وشعر الوالي بخطورة الموقف وخاف من استباحة المدينة فأرسل إلى خايمي الأول يعرض عليه أموالاً طائل ة ليرجع عن المدينة ولكن خايمي رفض، مما يوضح مدى البعد الديني لتلك الحملة وأن الهدف هو أخذ بلاد الإسلام وسفك دماء المسلمين.
بعد ذلك الرفض عرض الوالي أبو يحيى على خايمي الأول تسليم المدينة على أن يسمح لأهلها بالخروج سالمين بأموالهم وأهليهم ولكن خايمي رفض أيضاً تحت ضغط الأشراف؛ لأنهم كانوا يريدون الانتقام لآل مونكادا والاستيلاء على غنائم المدينة وثرواتها.
بعد أن تأكد المسلمون من نية الصليبيين في الاستيلاء على المدينة بحد السيف استعدوا للقتال حتى الموت ومن جانبهم عول النصارى على مهاجمة المدينة واقتحامها وفي يوم 12 صفر 627 هـ (20 ديسمبر 1229) استعد الجيش الصليبي للهجوم واستمع الجند للقداس الذي أقامه الرهبان والقساوسة، وعند الفجر بدأ الهجوم وأحدثوا ثلمة في السور واقتحموا المدينة فلقيهم المسلمون في داخلها ودارت حرب شوارع مريرة من شارع لآخر، وكان الوالي أبو يحيى على رأس المدافعين عن المدينة وهو يحثهم على الثبات، ودخل الملك خايمي نفسه أمام الجنود وهو شاهر سيفه.

### المذبحة المروعة
لم يمض سوى قليل حتى ظهر التفكيك في صفوف المسلمين وأخذوا في الفرار بعشوائية، والصليبيون قد ركبوا أقفيتهم يمعنون فيهم قتلاً، واستولى الصليبيون على المدينة في 13 صفر 627 هـ في مناظر مروعة من السفك، وقد ارتكبوا مجزرة بشعة أزهقوا فيها أرواح 30,000 مسلم، وتم القبض على الوالي أبي يحيى وأمر خايمي بسجنه وتعذيبه حتى الموت، واستمر أبو يحيى تحت التعذيب البشع طيلة 45 يومًا حتى مات رحمه الله، وأخذ ولده الصبي الصغير ونصر قسرًا وأصبح اسمه «دون خايمي».
وهكذا فقد المسلمون جزيرة ميورقة الغنية الزاهرة كبرى الجزائر الشرقية بعد أن حكموها أكثر من خمسة قرون وكان لافتتاحها رنة شديدة وفرحة كبيرة عند نصارى أوروبا وأقام بابا روما قداسًا خاصًّا احتفالاً بسقوطها وعاد خايمي إلى مملكته أراجون مكللاً بغار الظفر بعد أن قضى في غزوته زهاء 15 شهرًا ولقب من ذلك التاريخ «بالفاتح».